# G6 (САУ)
G6 «Rhino» (рус. «Носорог») — южноафриканская 155-мм самоходно-артиллерийская установка (САУ) класса самоходных гаубиц.
Способна вести огонь по целям как с закрытых позиций, так и прямой наводкой. САУ G6 представляет собой бронированное шасси с колёсной формулой 6 × 6 и установленную на него вращающуюся башню с 155-мм гаубицей.
САУ предназначена для уничтожения живой силы противника, артиллерийских и миномётных батарей, танков и другой бронированной техники, противотанковых средств, живой силы, средств ПВО, пунктов управления, а также для разрушения полевых фортификационных сооружений.
В 1988 году САУ была принята на вооружение Южно-Африканских сил обороны под обозначением GV6.

## История создания

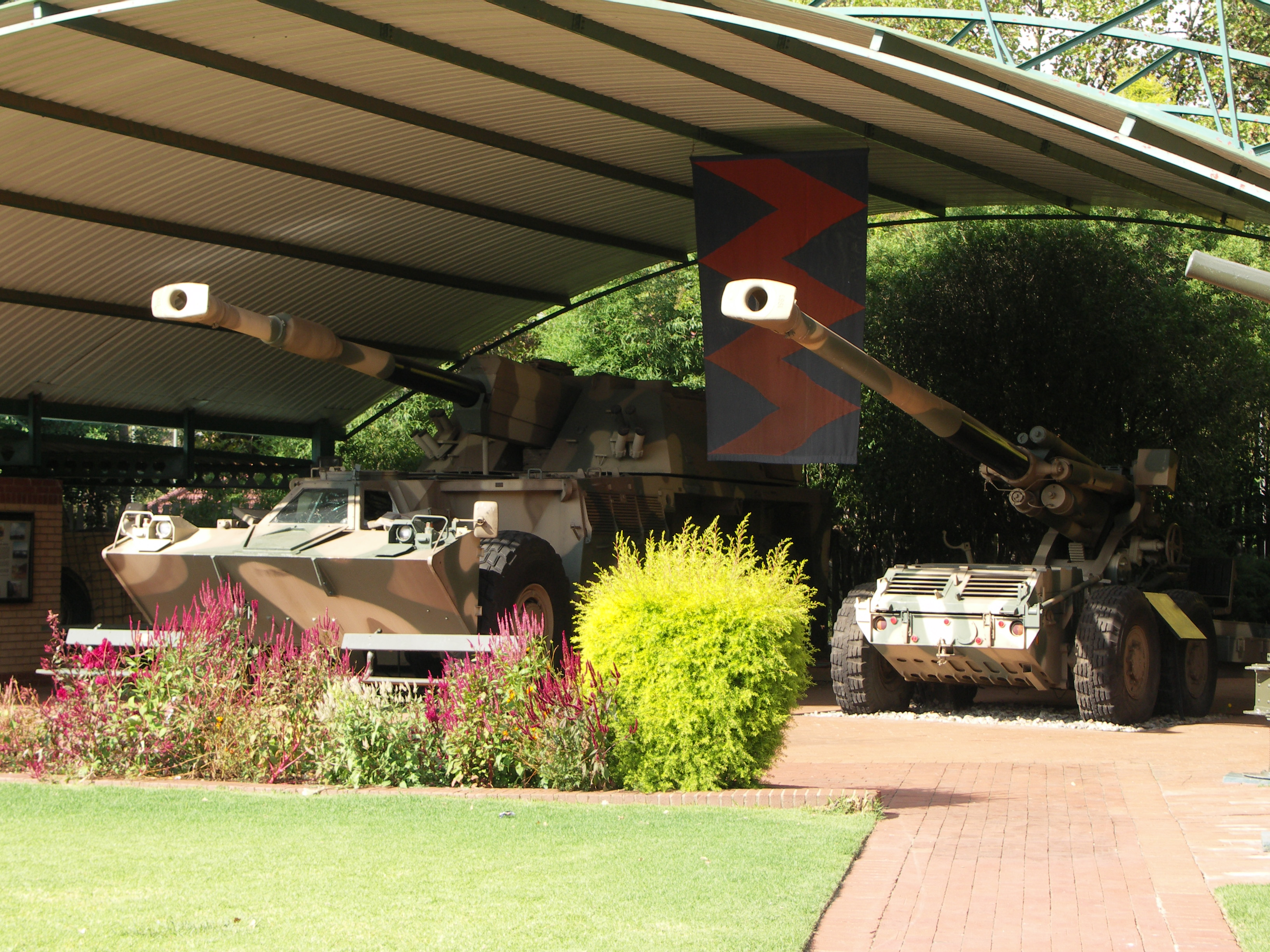
САУ G6 и буксируемая гаубица G5

В 1960-х на вооружении Южно-Африканских сил обороны находились британские буксируемые гаубицы G1 и G2, и канадская САУ Sexton. Во время военной интервенции ЮАР в войну в Анголе, в ходе артиллерийских дуэлей с советскими офицерами-артиллеристами выяснилось, что данные артсистемы существенно уступают по своим характеристикам, прежде всего по дальнобойности, советской буксируемой гаубице Д-30 и пушке М-46. Принятая впоследствии на вооружение буксируемая гаубица G5 хотя и обладала хорошей огневой мощью, но её мобильность не устраивала южноафриканских военных. Было принято решение создать САУ не уступающую по мобильности БМП с колёсной формулой 6 × 6 «Ратель», стоящей на вооружении Южно-Африканских национальных сил обороны с конца 1970-х гг.
G6 была разработана южноафриканской компанией LIW, подразделением корпорации Denel Land Systems, по заказу армии ЮАР. Южноафриканские военные заказали высокомобильную САУ, способную совершать марш-броски на расстоянии до 1000 км от мест постоянной дислокации, в том числе по пересеченной местности.
Разработка первой южноафриканской САУ, получившей название G6 «Носорог», началась в конце 1970-х годов. Первый опытный образец появился в 1981 году, а первые серийные САУ начали поступать в войска в 1988 году.
Выбор колёсного шасси был обусловлен особенностями рельефа местности Южной Африки, а также требованиями военных иметь большой запас хода самоходной боевой техники, применяемой сухопутными войсками ЮАР.
Гаубица САУ унифицирована с буксируемой гаубицей G5, находившейся на тот момент в производстве южноафриканской корпорации Denel Land Systems. Колесное шасси САУ производится компанией Reumech ОМС, ныне подразделение корпорации BAE Systems.

## Описание конструкции
САУ имеет следующую компоновку: в передней части и по центру корпуса находится место водителя (отделение управления), моторно-трансмиссионное отделение — позади водителя, башня (боевое отделение) — в корме. Экипаж состоит из шести человек: механик-водитель, командир орудия, наводчик и три заряжающих.
Механик-водитель размещается в бронированной одноместной кабине, расположенной в районе передней оси машины. Конструкция кабины выполнена таким образом, что взрывная волна при наезде на мину уходит вверх за спину водителя. Водитель имеет хорошую обзорность за счёт наличия в кабине трёх окон с бронестёклами. Во время боя стёкла могут прикрываться бронезаслонками и обзор будет осуществляться через перископ. Посадка-высадка водителя происходит по-танковому — через люк в крыше кабины.
Пять членов экипажа размещаются в башне во время движения, но во время стрельбы один из заряжающих покидает САУ и подает снаряды и пороховые заряды в автомат заряжания через небольшой люк в задней части башни. Такое решение дает возможность G6 совершать быстрые марш-броски на значительные расстояния от мест постоянного дислоцирования, имея боезапас в 45 снарядов и 50 картузов. Пополнение боекомплекта производится через отверстие в задней части корпуса.
В стандартную комплектацию входят ВСУ, гидроусилитель руля, кондиционер, противопожарная система, компьютеризованная СУО и система регулировки давления в шинах.

### Огневая мощь

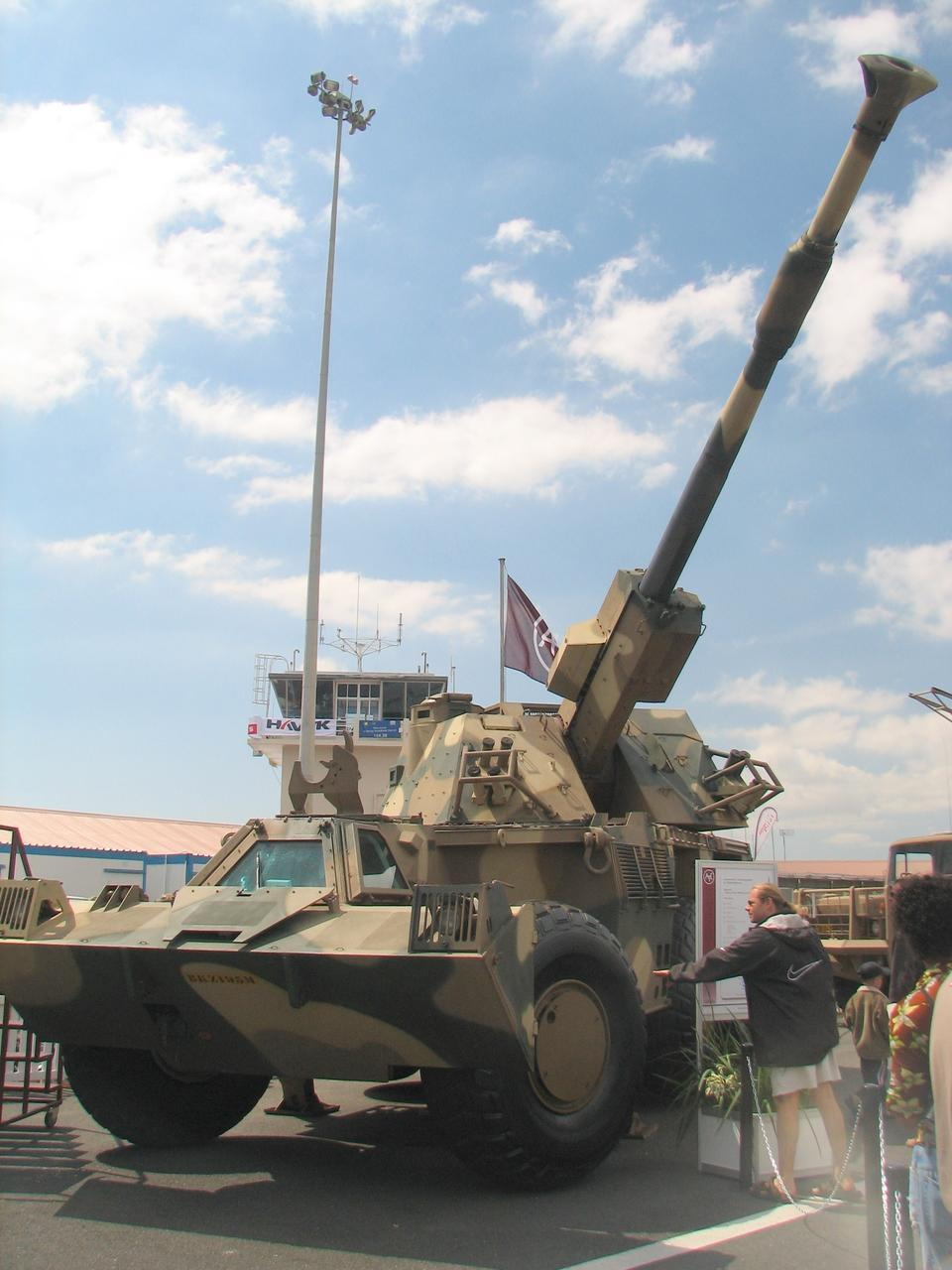
G6 на выставке вооружений

СУО G6 имеет название AS80 и позволяет автоматически вводить поправки на атмосферные условия, температуру зарядов и дальность до цели. СУО включает дневной и ночной прицелы, лазерный дальномер и электронный баллистический вычислитель. G6 оборудована навигационной системой NAVSTAR, обеспечивающей автоматизированное наведение орудия. СУО самоходки интегрирована в БИУС и может подключаться к батарейной СУО для координации совместных действий и получения боевой информации.
Основным вооружением G6 является 155-мм гаубица с длиной ствола 45 калибров. Орудие заряжается вручную, оснащено эжектором и дульным тормозом. Углы наведения орудия по вертикали составляют от -5 до +75°, а по горизонтали от −40 до +40°. Приводы наведения — электрогидравлические. Для облегчения заряжания с левой стороны затвора размещён досылатель снарядов. Картузные заряды в сгораемой гильзе размещаются в зарядную камору вручную.
Перед началом стрельбы с помощью гидравлической системы опускаются четыре противооткатные устройства (по бортам в передней и задней частях корпуса) и блокируется подвеска. Стрельба возможна только с места. Время перехода САУ в боевое положение составляет 60 сек, а из боевого в походное — 30 сек, что позволяет избежать ответного удара во время контрбатарейной стрельбы.
Полуавтоматическая система заряжения G6 позволяет вести огонь со средним темпом стрельбы 3 выстр./мин в течение 15 мин, после чего температура в боевом отделении возрастает до максимально допустимой. При достижении предельной температуры в боевом отделении тепловой датчик подает громкий звуковой сигнал для того, чтобы расчёт не получил тепловой удар во время интенсивного боя.
Хорошо натренированный расчёт также способен обеспечить скорострельность 3 выстрела за 25 сек в режиме «шквал огня».
Возимый боекомплект состоит из 45 снарядов и 50 зарядов. Применяемые боеприпасы: осколочно-фугасный снаряд HE-FRAG, кассетный снаряд, активно-реактивный осколочно-фугасный снаряд, осветительный снаряд, дымовой снаряд и агитационный снаряд. 
Максимальная дальность стрельбы стандартным осколочно-фугасным снарядом HE-FRAG составляет 30 км, активно-реактивным осколочно-фугасным — 39 км, снарядом V-LAP — более 50 км.

### Защищенность и живучесть

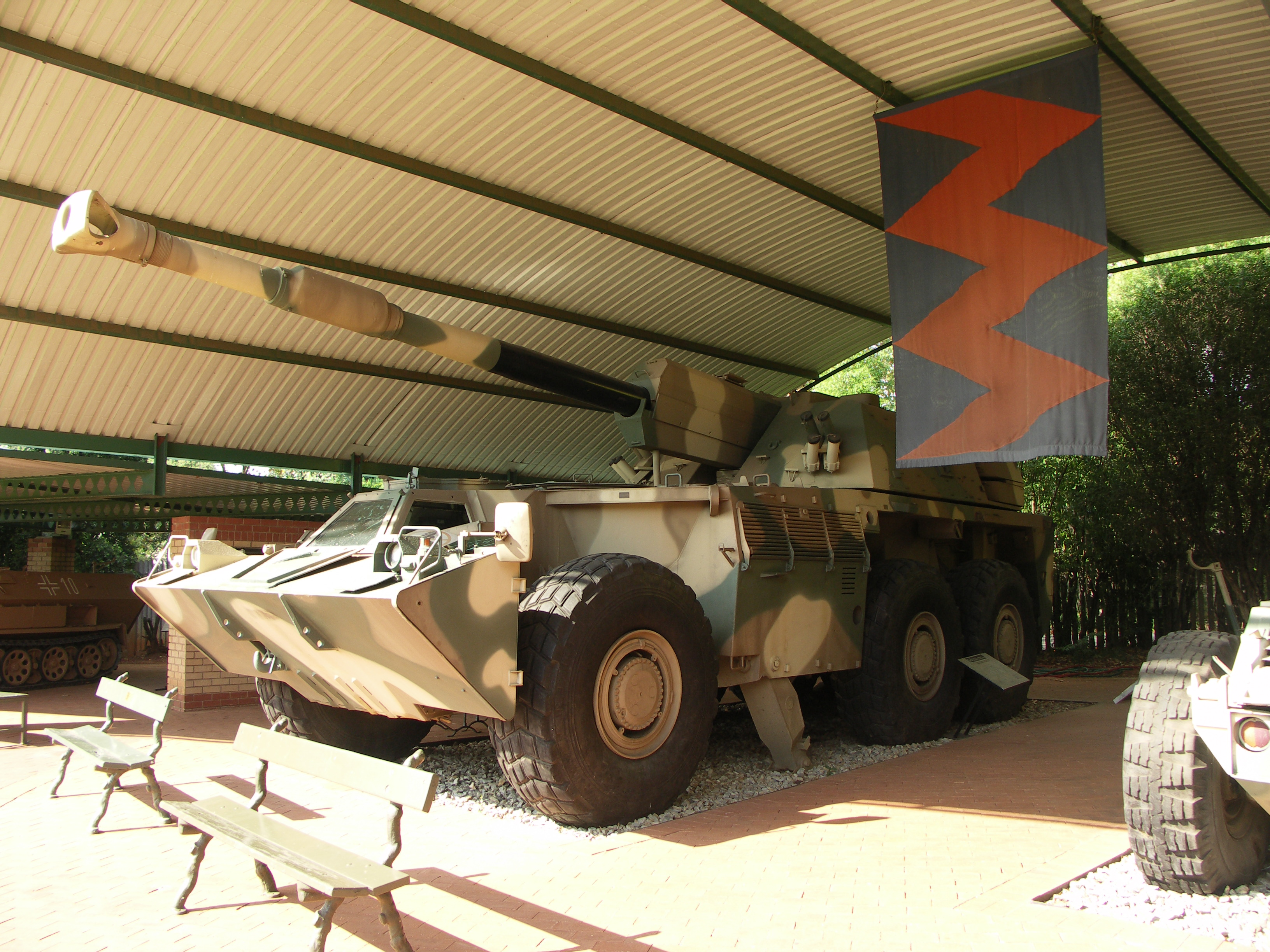
СG6 в музее вооруженных сил ЮАР

Сварной корпус и башня выполнены из броневых листов, защищающих от огня стрелкового оружия и осколков артиллерийских снарядов. Двойное днище имеет усиленную противоминную защиту и способно защитить экипаж при подрыве на советской мине ТМ-46 или её аналоге. Расположение водителя по центру корпуса существенно снижает риск его гибели при подрыве САУ на противотанковой мине. Лобовая броня способна противостоять огню из 20-мм автоматической пушки.
В бронированной башне размещаются командир, наводчик и два-три заряжающих. Для входа и выхода предназначены дверь на правой стороне и два люка на крыше башни. Командирская башенка оснащена прибором кругового обзора. Перед люком заряжающего установлен зенитный 7,62/12,7-мм пулемёт. В передней части башни по обе стороны от орудия находятся четырёхствольные дымовые мортиры (гранатомёты) для постановки завесы.

### Подвижность
Несмотря на относительно большую боевую массу в 47 тонн, САУ обладает хорошей подвижностью. Радиус разворота равняется 27 м. Двигатель G6 дизельный, имеет воздушную систему охлаждения и развивает 525 л.с. Автоматическая трансмиссия САУ имеет шесть передач вперед и две назад. G6 оснащен постоянным полным приводом 6 × 6. Управляемыми являются только передние колёса. Подвеска колёс — независимая торсионная, с гидравлическими амортизаторами. Максимальная скорость движения по шоссе — 85 км/ч, на пересечённой местности — 35 км/ч. Объем топливного бака — 700 литров. Запас хода по шоссе составляет 700 км, по бездорожью — 350 км.
G6 имеет лишь незначительно худшую проходимость по сравнению с «Ратель», основной БМП южноафриканской армии, благодаря независимой подвеске всех колес, централизованной системе регулировки давления и покрышках типа «Run flat» размерностью 21.00x25.

## Модификации
- G6 —- базовый вариант (длина ствола 45 калибров)
- G6 M1A3 — экспортная версия (длина ствола 45 калибров)
- G6-52 — новейшая модификация, впервые продемонстрированная в 2003 году; имеет две версии и следующие особенности[1]:
  - длина ствола 52 калибров;
  - боевая масса выросла до 49 т;
  - экипаж сокращён до 3-5 человек;
  - заряжание гаубицы полностью автоматическое, благодаря чему скорострельность выросла до 8 выстр./мин;
  - боекомплект увеличен до 48 снарядов (40 в автомате заряжания башни и 8 в немеханизированной боеукладке в корпусе САУ);
  - САУ способна поразить цель одновременно 5-6 снарядами на расстоянии 25 км в режиме «огневой шквал» (англ. multiple rounds simultaneous impact или MRSI). В этом режиме снаряды летят по разным траекториям, но падают в одну точку почти одновременно, что достигается изменением от выстрела к выстрелу углов бросания и начальной скорости и, как следствие, изменением полетного времени конкретного снаряда до цели. Это обеспечивает максимально высокую вероятность поражения.за счет поражения одной цели группой снарядов, выпущенных по различным траекториям. В этом режиме одно орудие может заменять взвод, а иногда даже и целую артиллерийскую батарею, использующую старую схему ведения огня. 
  - время перехода САУ в боевое положение снижено с 60 до 30 сек;
  - углы наведения орудия по горизонтали увеличены до 360°;
  - система защиты от средств массового поражения входит в стандартное оснащение;
  - версия «JBMOU» с зарядной каморой объёмом 23 литра — отвечает требованиям НАТО по унификации «JBMOU» (Joint Ballistic Memorandum of Understanding). Дальность стрельбы ОФС увеличена до 33 км, базовым активно-реактивным ОФС — 42 км, V-LAP (активно-реактивный ОФС с улучшенной аэродинамикой) — 58 км;[1]
  - версия «Extended Range» с зарядной каморой объёмом 25 литров — более дальнобойная, но не отвечает требованиям НАТО по унификации «JBMOU»; дальность стрельбы ОФС увеличена до 38 км, базовым активно-реактивным ОФС — 50 км, V-LAP (активно-реактивный ОФС с улучшенной аэродинамикой) — 67 км.
- T6-52 — версия с башней от G6 смонтированная на танковом шасси.

## Оценка проекта

### Сравнение с аналогичными САУ на колёсном шасси
|                                                                                        | G6-52 ER | Zuzana 2                          | CAESAR                                                       | Archer                                                  | ATMOS 2000                                                   | Нора Б-52                                                                    |
| -------------------------------------------------------------------------------------- | --- | --------------------------------- | ------------------------------------------------------------ | ------------------------------------------------------- | ------------------------------------------------------------ | ---------------------------------------------------------------------------- |
| Внешний вид                                                                            | |                                   |                                                              |                                                         |                                                              |                                                                              |
| Год принятия на вооружение                                                             | н/д | н/д                               | 2008                                                         | 2011                                                    | 2004                                                         | 2006                                                                         |
| Шасси                                                                                  | 6 × 6 | 8 × 8                             | 6 × 6 (8 × 8)                                                | 6 × 6 (8 × 8)                                           | 6 × 6                                                        | 8 × 8                                                                        |
| Боевая масса, т                                                                        | 49,0 | 32,0                              | 17,7                                                         | 30,0 (33,0)                                             | 22,0                                                         | 28,0                                                                         |
| Экипаж                                                                                 | 3-5 | 4                                 | 3-5                                                          | 3-4                                                     | 4-6                                                          | 3-5                                                                          |
| Бронирование                                                                           | Сварной корпус и башня, стальная катаная противопульная, противоосколочная, лоб от 20мм пушки. Двойное днище, противоминная защита от подрыва 6кг. | противопульная, противоосколочная | STANAG 4569 Level 2                                          | противопульная, противоосколочная кабина, противоминное | бронированная кабина                                         | STANAG 4569 Level 2 (лоб и корма), 1 (борты), 2A и 2B (противоминная защита) |
| Автомат заряжания                                                                      | да | да                                | полуавтоматический (автоматическая подача снарядов с грунта) | да (в необитаемой башне)                                | полуавтоматический (автоматическая подача снарядов с грунта) | да                                                                           |
| Максимальная скорострельность, выстр./мин                                              | 8 | 6                                 | 8                                                            | 7                                                       | 5                                                            | 12                                                                           |
| Максимальная скорострельность в режиме «Шквал огня»                                    | н/д | н/д                               | 3 выстрела по 6 сек.                                         | 3 выстрела по 6,7 сек. (практическая по 8,7 сек.)       | н/д                                                          | 3 выстрела по 6,7 сек.                                                       |
| Режим «Огневой шквал»(MRSI)                                                            | 5-6 снарядами на 25 км | да                                | н/д                                                          | до 6                                                    | н/д                                                          | да                                                                           |
| Время развертывания/ Время свертывания, сек.                                           | 30 н/д | <40 32-43 (для Dana-M2 в Украине) | 60 40                                                        | 14(23 до выстрела) 24                                   | н/д н/д                                                      | 90 н/д                                                                       |
| Калибр пушки, мм                                                                       | 155 | 155                               | 155                                                          | 155                                                     | 155                                                          | 155                                                                          |
| Длина ствола, калибров                                                                 | 52 | 52                                | 52                                                           | 52                                                      | 52                                                           | 52                                                                           |
| Боекомплект орудия, выстрелов                                                          | 48 | 40                                | 18 (30)                                                      | 40                                                      | 27                                                           | 48                                                                           |
| Максимальная дальность стрельбы, км ОФС: АР ОФС: АР ОФС XM982 Excalibur: АР ОФС V-LAP: | 38 50 н/д 67 | н/д 41 н/д                        | 41 н/д 46-49 54                                              | 30 40 60 н/д                                            | 30 41 н/д                                                    | 41 46,5 н/д 56                                                               |
| Мощность двигателя, л. с.                                                              | 525 | 450                               | 410                                                          | 330(440)                                                | 315                                                          | 410                                                                          |
| Удельная мощность, л. с./т                                                             | 10,7 | 14                                | 23,2                                                         | 11 (13,3)                                               | 14,3                                                         | 14,6                                                                         |
| Максимальная скорость, км/ч                                                            | 80 | 80                                | 80                                                           | 70 (90)                                                 | 80                                                           | 90                                                                           |
| Запас хода по шоссе, км                                                                | 700 | 600                               | 600                                                          | 500                                                     | 1000                                                         | 1000                                                                         |
| Стоимость, млн. $                                                                      | н/д | н/д                               | ~2,9                                                         | н/д                                                     | ~2                                                           | 1,5                                                                          |

Сноски
1. ↑  версия «Extended Range» с зарядной каморой объёмом 25 литров
2. ↑  Режим «Огневой шквал» (англ. MRSI, multiple rounds simultaneous impact) позволяет атаковать цель несколькими снарядами таким образом, что все они достигают цели одновременно.
3. ↑  V-LAP (Velocity-enhanced Long-Range Artillery Projectile) — активно-реактивный снаряд с улучшенными аэродинамическими характеристиками
4. ↑  версия «Extended Range» с зарядной каморой объёмом 25 литров

### Преимущества
- Мобильность (высокая скорость и большой запас хода по шоссе)
- Возможность стрельбы в режиме «шквал огня»
- Высокая дальность и точность стрельбы
- Большой диапазон угла ВН

### Недостатки
- Невысокая скорость на пересеченной местности
- Низкие показатели проходимости (ров, брод, стенка)

### Общий вывод
По большинству технических характеристик G6 либо превосходит, либо лучше своих иностранных аналогов. В целом, проект оказался удачным и, несмотря на небольшое количество выпущенных установок, оказал большое влияние на развитие самоходной артиллерии.

## На вооружении
- ЮАР — 43 G6, по состоянию на 2009 год.[29] Состоит на вооружении Южно-Африканских национальных сил обороны под названием GV6[30][31]
- ОАЭ — 78 G6, по состоянию на 2009 год[29][31]
- Оман — 24 G6, по состоянию на 2009 год[29][31]

## См.также
- G5
- SH1